# وشروبی (ناحیه پلزن-شمالی)
وشروبی (به چکی: Všeruby) یک منطقهٔ مسکونی و شهرستان دارای شهرک سابقاً روستا در جمهوری چک است که در ناحیه پلزن-شمالی واقع شده‌است. وشروبی ۱٬۱۸۳ نفر جمعیت دارد.